# Ulm–Augsburg-vasútvonal
Az Ulm–Augsburg-vasútvonal egy 85 km hosszú, 15 kV, 16,7 Hz-cel villamosított, normál nyomtávú hagyományos vasútvonal Németországban Ulm és Augsburg között. A vonalon a vonatok maximális sebessége 200 km/h.